# Cercle Artístic de Sant Lluc

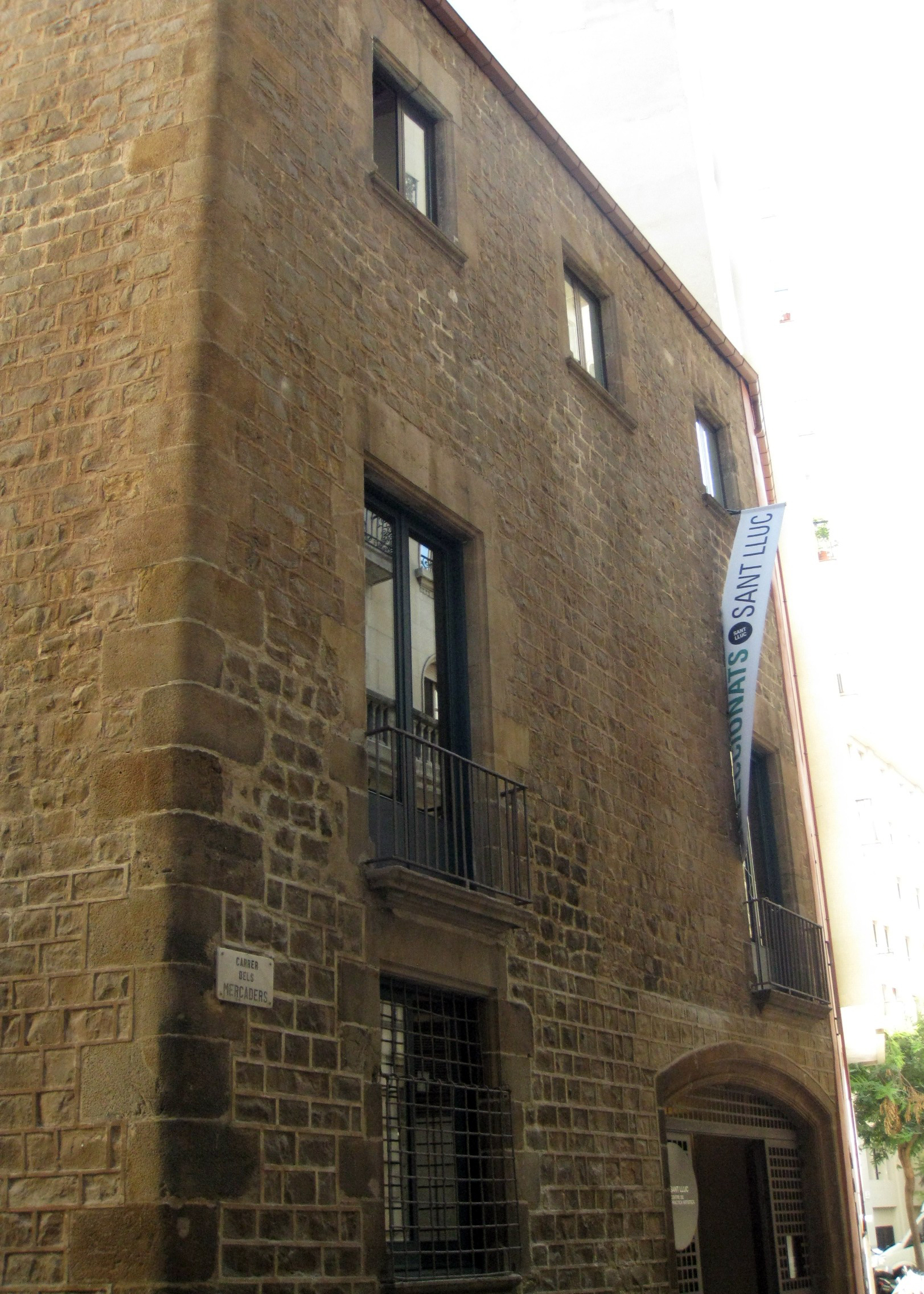
Der Palau Mercader in Barcelona, Sitz des Cercle Artístic de Sant Lluc

Der Cercle Artístic de Sant Lluc (Künstlerkreis des Heiligen Lukas) ist eine 1893 in Barcelona von Joan und Josep Llimona, dem Bürgermeister Alexandre M. Pons und von einer Gruppe von Künstlern, die der Lehre von Bischof Josep Torras i Bages nahestanden, gegründete Künstlervereinigung. Diese Künstlervereinigung entstand als Reaktion auf den antiklerikalen Humor des Katalanischen Modernismus und gegen die als frivol empfundenen Aktivitäten des Reial Cercle Artístic de Barcelona, der oft nur mit seinem Gründungsnamen Cercle Artístic de Barcelona angesprochen wird.

## Positionierung
Der Verein vertrat in der Kunst einen rigiden katholischen Moralismus. Er trat künstlerisch für die Tugenden der Familie ein. Er verbannte zunächst alle Akt- und Nacktbilder aus seinen Ausstellungen. Der Verein hatte seine Hochphase unter seinem Präsidenten, dem Schriftsteller Lluís Serrahima. Mitglieder des Vereins waren unter anderem Dionís Baixeras, Iu Pascual, Antoni Gaudí, Joaquim Vancells, Joaquim Renart, Ramon Sunyer. Es kamen auch konfessionell weniger oder gar nicht gebundene Künstler wie Joaquim Torres-Garcia, Josep Pijoan, Feliu Elias, Darius Vilàs, Francesc d’A. Galí und Eugeni d’Ors schlichtweg zum Zeichnen in diesen Verein. Man kann in der Aussage so weit gehen, dass eine Wurzel des Noucentisme in diesen Verein zurückreicht. Der Verein hat in seiner besten Zeit andere Gruppierungen wie die Amics de l'Art Litúrgic (Freunde der liturgischen Kunst) und die Agrupació Couvert unterstützt. Nach dem Spanischen Bürgerkrieg reorganisierte sich der Verein und unterstützte die Aktivität von Vereinen wie dem Theaterverein Agrupació Dramàtica de Barcelona (Verein der dramatischen Künste von Barcelona) und dem Coral Sant Jordi (Chor Sant Jordi). Im Jahr 2009 bezog man den neuen Sitz im Palau Mercader de Barcelona, ein Gebäude aus dem 16. Jahrhundert, das für diesen Zweck generalüberholt wurde.

## Preise
Der Verein rief den Preis für Zeichnung Joan Miró ins Leben. 1993 erhielt der Cercle Artístic de Sant Lluc selbst den Preis ACCA und die höchste kulturelle Auszeichnung der katalanischen Regierung, das Creu de Sant Jordi, das Georgs-Kreuz. 2013 erhielt der Verein die Goldmedaille der Stadt Barcelona für außerordentliche kulturelle Verdienste.